# غلوستر كورتهاوس (فرجينيا)
غلوستر كورتهاوس (بالإنجليزية: Gloucester Courthouse CDP, Virginia)‏ هو مكان مخصص لتعداد السكان يقع بولاية فرجينيا في الولايات المتحدة. يبلغ مساحته 18.6 كم2، ويرتفع عن سطح البحر بـ 10 أمتار، بلغ عدد سكانه 2,951 نسمة في عام 2010 حسب إحصاء مكتب تعداد الولايات المتحدة وتصل الكثافة السكانية فيه 158.7 نسمة لكل كيلومتر مربع (411.0/ميل2).

## التركيبة السكانية
حدّد مكتب تعداد الولايات المتحدة بيانات التركيبة السكانية لغلوستر كورتهاوس في تعداد الولايات المتحدة. في ما يلي، التركيبة السكانية حسب تعدادي 2000 و2010.

### تعداد عام 2000
بلغ عدد سكان غلوستر كورتهاوس 2,269 نسمة بحسب تعداد عام 2000، وبلغ عدد الأسر 857 أسرة وعدد العائلات 561 عائلة مقيمة في المنطقة السكنية. في حين سجلت الكثافة السكانية 122 نسمة لكل كيلومتر مربع (316.0/ميل2). وبلغ عدد الوحدات السكنية 907 وحدة بمتوسط كثافة قدره 48.8 لكل كيلومتر مربع (126.4/ميل2).
وتوزع التركيب العرقي للمنطقة السكنية بنسبة 86.78% من البيض و10.67% من الأمريكيين الأفارقة و0.48% من الأمريكيين الأصليين و0.26% من الأمريكيين ذوي الأصول الآسيوية و0.48% من الأعراق الأخرى و1.32% من عرقين مختلطين أو أكثر و1.15% من الهسبانيون أو اللاتينيون من أي عرق.
بلغ عدد الأسر 857 أسرة كانت نسبة 30.6% منها لديها أطفال تحت سن الثامنة عشر تعيش معهم، وبلغت نسبة الأزواج القاطنين مع بعضهم البعض 51.3% من أصل المجموع الكلي للأسر، ونسبة 11% من الأسر كان لديها معيلات من الإناث دون وجود شريك،  بينما كانت نسبة 3.2% من الأسر لديها معيلون من الذكور دون وجود شريكة وكانت نسبة 34.5% من غير العائلات. تألفت نسبة 30.6% من أصل جميع الأسر من عدة أفراد يعيشون في نفس المنزل ونسبة 15.5% كانت تتألف من شخص يعيش بمفرده يبلغ من العمر 65 عاماً أو أكثر. وبلغ متوسط حجم الأسرة المعيشية 2.28، أما متوسط حجم العائلات فبلغ 2.82.
بلغ العمر الوسطي للسكان 45.5 عاماً. وكانت نسبة 19.7% من القاطنين تحت سن الثامنة عشر، وكانت نسبة 5.4% بين الثامنة عشر والرابعة والعشرين عاماً، ونسبة 22.7% كانت واقعةً في الفئة العمرية ما بين الخامسة والعشرين والرابعة والأربعين عاماً، ونسبة 22.6% كانت ما بين الخامسة والأربعين والرابعة والستين، ونسبة 15.7% كانت ضمن فئة الخامسة والستين عاماً فما فوق. يوجد لكل 100 أنثى 82.7 ذكر، ويوجد لكل 100 أنثى في الثامنة عشر من عمرها فما فوق 79.9 ذكر.
بلغ متوسط دخل الأسرة في المنطقة السكنية 40,292 دولارًا، أما متوسط دخل العائلة فبلغ 56,406 دولارًا. وكان متوسط دخل الذكور 43,971 دولارًا مقابل 26,477 دولارًا للإناث. وسجل دخل الفرد الخاص بالمنطقة السكنية 20,749 دولارًا. وكانت نسبة 4.3% من العائلات ونسبة 6.2% من السكان تحت خط الفقر، وكان من هؤلاء نسبة 6.2% تحت سن الثامنة عشر ونسبة 1.9% في الخامسة والستين من العمر وما فوق.

### تعداد عام 2010
بلغ عدد سكان غلوستر كورتهاوس 2,951 نسمة بحسب تعداد عام 2010، وبلغ عدد الأسر 1,076 أسرة وعدد العائلات 691 عائلة مقيمة في المنطقة السكنية. في حين سجلت الكثافة السكانية 158.7 نسمة لكل كيلومتر مربع (411.0/ميل2). وبلغ عدد الوحدات السكنية 1,149 وحدة بمتوسط كثافة قدره 61.8 لكل كيلومتر مربع (160.1/ميل2).
وتوزع التركيب العرقي للمنطقة السكنية بنسبة 84.65% من البيض و11.56% من الأمريكيين الأفارقة و0.20% من الأمريكيين الأصليين و1.29% من الأمريكيين ذوي الأصول الآسيوية و0.44% من الأعراق الأخرى و1.86% من عرقين مختلطين أو أكثر و2.13% من الهسبانيون أو اللاتينيون من أي عرق.
بلغ عدد الأسر 1,076 أسرة كانت نسبة 31.7% منها لديها أطفال تحت سن الثامنة عشر تعيش معهم، وبلغت نسبة الأزواج القاطنين مع بعضهم البعض 50.7% من أصل المجموع الكلي للأسر، ونسبة 9.8% من الأسر كان لديها معيلات من الإناث دون وجود شريك،  بينما كانت نسبة 3.7% من الأسر لديها معيلون من الذكور دون وجود شريكة وكانت نسبة 35.8% من غير العائلات. تألفت نسبة 28.3% من أصل جميع الأسر من عدة أفراد يعيشون في نفس المنزل ونسبة 13.9% كانت تتألف من شخص يعيش بمفرده يبلغ من العمر 65 عاماً أو أكثر. وبلغ متوسط حجم الأسرة المعيشية 2.40، أما متوسط حجم العائلات فبلغ 2.97.
بلغ العمر الوسطي للسكان 44.3 عاماً. وكانت نسبة 20.1% من القاطنين تحت سن الثامنة عشر، وكانت نسبة 6.4% بين الثامنة عشر والرابعة والعشرين عاماً، ونسبة 24.5% كانت واقعةً في الفئة العمرية ما بين الخامسة والعشرين والرابعة والأربعين عاماً، ونسبة 25.8% كانت ما بين الخامسة والأربعين والرابعة والستين، ونسبة 23.2% كانت ضمن فئة الخامسة والستين عاماً فما فوق. وتوزع التركيب الجنسي للسكان بنسبة 46.3% ذكور و53.7% إناث.